# 드레나스

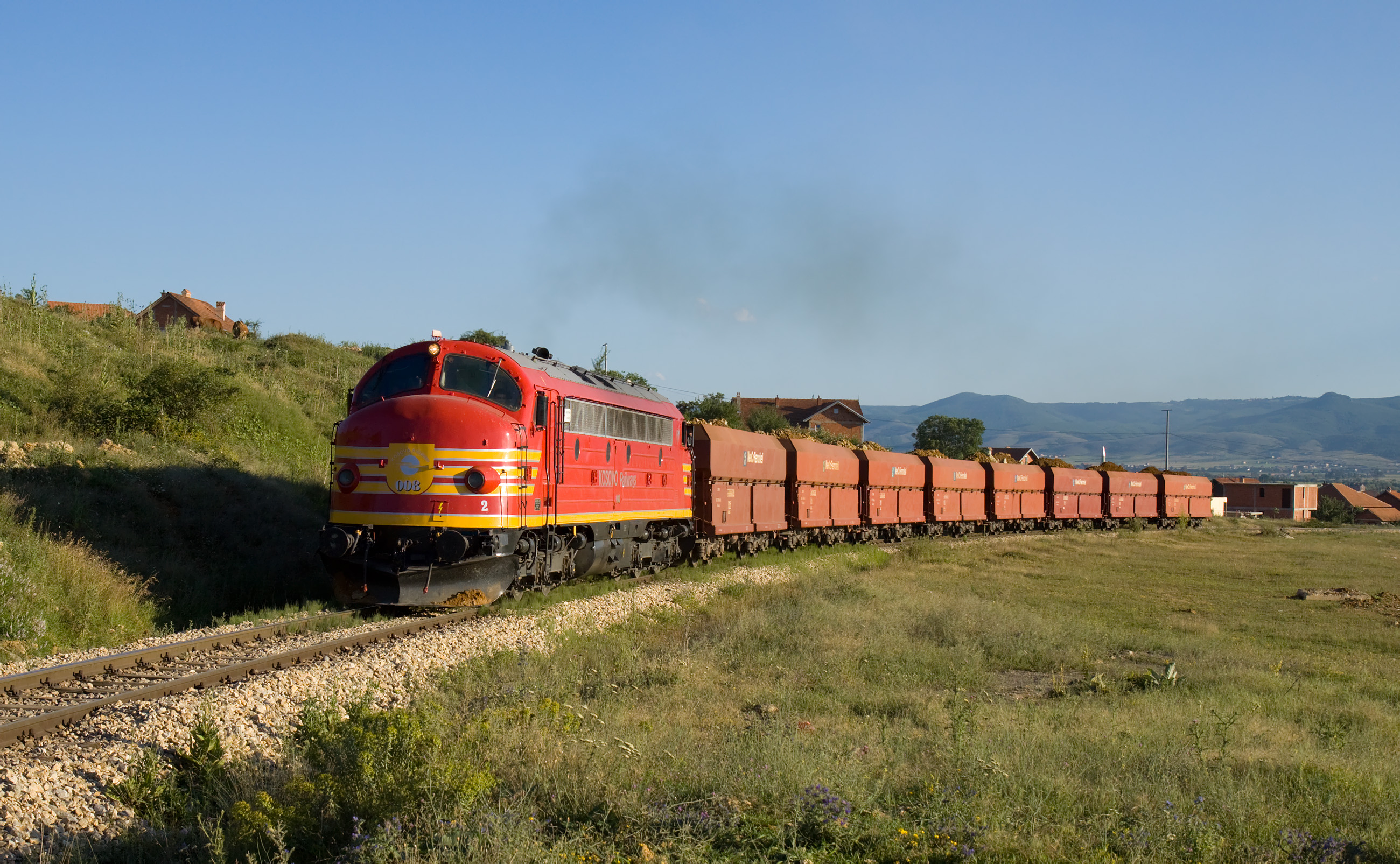
드레나스를 경유하고 있는 코소보 철도 열차

드레나스(알바니아어: Drenasi) 또는 글로고바츠(세르비아어: Глоговац, Glogovac)는 코소보 프리슈티나구에 위치한 도시로 인구는 58,579명(2011년 기준), 인구 밀도는 212.5명/km2이다.